# Крисиума
Крисиума (порт. Criciúma)  —  город и муниципалитет в Бразилии, входит в штат Санта-Катарина. Составная часть мезорегиона Юг штата Санта-Катарина. Находится в составе крупной городской агломерации Карбонифера. Входит в экономико-статистический  микрорегион Крисиума. Население составляет 185 506 человек на 2008 год. Занимает площадь 235,628 км². Плотность населения — 798,9 чел./км².

## История
Город основан 6 января 1880 года.

## Статистика
- Валовой внутренний продукт на 2004 составляет 1.717.282.170,00 реалов (данные: Бразильский институт географии и статистики).
- Валовой внутренний продукт на душу населения на 2004 составляет 9.395,00 реалов (данные: Бразильский институт географии и статистики).
- Индекс развития человеческого потенциала на 2000 составляет 0,822 (данные: Программа развития ООН).

## География
Климат местности: субтропический. В соответствии с классификацией Кёппена, климат относится к категории Cfa.